# 异果芥属
异果芥属（学名：Diptychocarpus）是十字花科下的一个属，为一年生草本植物。该属仅异果芥（Diptychocarpus strictus）一种，分布于中亚及中国内蒙古、新疆。